# Kelty Hearts
Der Kelty Hearts Football Club, abgekürzt Kelty Hearts FC, ist ein Fußballverein aus dem schottischen Kelty in der Council Area Fife. Die erste Mannschaft des Vereins war längste Zeit im Amateurfußball engagiert, spielt aber nach mehreren Meistertiteln mittlerweile in der drittklassigen Scottish League One. Spitzname der Mannschaft ist The Maroon Machine.

## Geschichte
Gegründet wurde der Verein 1975 als Kelty Hearts Amateur Football Club und sammelte erste Erfahrungen in der Kirkcaldy & District Amateur Football Association. 1980 erfolgte die Aufnahme in die Scottish Junior Football Association und die Teilnahme an der Fife Junior League, eine von sechs regionalen Ligen. Gleich die Premierensaison schlossen die Hearts als Vizemeister ab. In der Spielzeit 1990/91 gelang der erste Meistertitel der Vereinsgeschichte, der auch gleich zweimal verteidigt wurde. Im Rahmen einer Ligenreform wurden die Kelty Hearts 2002 Mitglied der East Region und stiegen als Meister der Fife District League in die Junior East Super League auf, konnten die Klasse jedoch nicht halten. 2006/07 glückte als Vizemeister die Rückkehr in die Super League. Nach den Meistertiteln in den Spielzeiten 2014/15 und 2016/17 suchten die Hearts um die Aufnahme in die Scottish Football Association an, die im Dezember 2017 einen positiven Bescheid erhielt. Die sechstklassige East of Scotland League wurde mit 23 Siegen und nur einer Niederlage überlegen gewonnen. Die erste Saison in der Lowland Football League beendete The Maroon Machine auf dem dritten Rang. In der folgenden Spielzeit kam es im März 2020 wegen der Covid-19-Pandemie zu einer Unterbrechung und im April zum Abbruch. Die Kelty Hearts wurden als Tabellenführer zum Meister gekürt, Da ein Aufstiegsplayoff nicht zustande kam, verblieben sie jedoch in der Liga. Auch die nächste Spielzeit musste vorzeitig beendet werden, erneut lag der Verein auf dem ersten Platz. Dank Siegen in Hin- und Rückspielen über die Brora Rangers und Brechin City gelang über das Playoff der Aufstieg in die Scottish League Two. Mit dem dritten Meistertitel in Folge glückte der Durchmarsch in die League One. Die Premierensaison 2022/23 beendete der Kelty Hearts FC auf dem achten Endrang und hielt mit 16 Zählern Vorsprung auf den Relegationsrang souverän die Klasse.